# 阿加莎行動
阿加莎行動（1946年6月29日星期六），也被称为黑色安息日（希伯來語： השבת השחורה) 或黑色星期六，是英国警察和军隊在巴勒斯坦託管地採取的行动。警察和士兵在耶路撒冷、特拉维夫、海法和數十个猶太人定居点搜查武器並作出逮捕，犹太事务局被突擊搜查。不同報告預計参与的英国安全部队总人数為 10,000、17,000、 或 25,000人。行动中约有 2,700 人被捕，其中包括未来的以色列总理摩西·夏里特。该行动的正式目標是结束当时巴勒斯坦的「无政府状态」。其他目标包括取得犹太事务局批准帕尔马赫進行破坏活动以及哈加拿与更暴力的伊尔贡和莱希（斯特恩帮）结盟的證據、摧毁哈加拿的军事力量、提高军队士气和防止由伊尔贡策劃政变。 

## 背景
1946 年 6 月 16 日，帕尔马赫炸毁了八座连接巴勒斯坦和邻国的公路和铁路桥梁，史稱「大桥之夜」。 6 月 17 日，莱希袭击了海法的铁路工場。不久之后，伊尔贡绑架了六名英国政府人員，一名人員随后成功逃脱，两人获释。伊尔贡要求以两名伊尔贡成员的死刑减刑作为交换其余未被獲释的政府人員。 
数月以来，英国军队一直希望对錫安主义地下组织采取军事行动，但遭到高级专员艾倫·康寧漢的阻止，他一直特别反对对犹太事务局采取军事行动。康寧漢在「大桥之夜」后改变主意，飞往伦敦会见英国内阁兼陆军元帅伯纳德·蒙哥马利。蒙哥马利制定了阿加莎行动计划，康寧漢不情愿地接受了，希望能令激进的錫安主义者變得克制，為更温和（和亲英）的领导人（如哈伊姆·魏茨曼）开辟與英國达成政治協商方案的道路。在行动期间，康寧漢在电台广播中说：「（逮捕）不是针对整个犹太社群，而是针对少数积极参与当前暴力运动的人，以及那些在这些事件上負責指挥和煽动的人。」 
巴勒斯坦託管地布政司約翰·梳爾爵士在耶路撒冷的新闻发布会上概述了这次行动的官方目的：「政府已获授权採取大规模行动结束巴勒斯坦當前的无政府状态，并使守法的公民能够如常工作，不用担心被绑架、谋杀或被炸死。」梳爾认为，英国应该结束现時的局面，将巴勒斯坦分開成一個犹太国家和一個阿拉伯国家、保留或取締声称拥有行政权力但暗中支持地下錫安主义军事组织，并在没有英國批准下管治這些組織和同意他們的行動的犹太事务局。 
英國政府在官方目标的基础上还有其他几个目标。其一是取得犹太事务局批准帕尔马赫进行破坏活动和及哈加拿与更暴力的莱希（斯特恩帮）和伊尔贡之间在進行暴力行为的联盟的證據。其二是防止政变發生。 6 月，犹太事务局幹事會和哈加纳高级指挥部的成员会见了伊尔贡和莱希的代表，根据情报，伊尔贡和莱希的代表提出要求伊舒夫参與政变，「宣布在未来成立一个犹太国家，与现時巴勒斯坦当局中断所有关系。」在「大桥之夜」之后，另一个目标是消除哈加拿的军事力量。由于哈加拿顯露出正與莱希和伊尔贡合作，英国当局错误地认为哈加拿可能会加入伊尔贡和莱希潛在的政变。除上述以外，蒙哥马利曾表示，该行动亦是为了提高军队的士气。 

## 行動

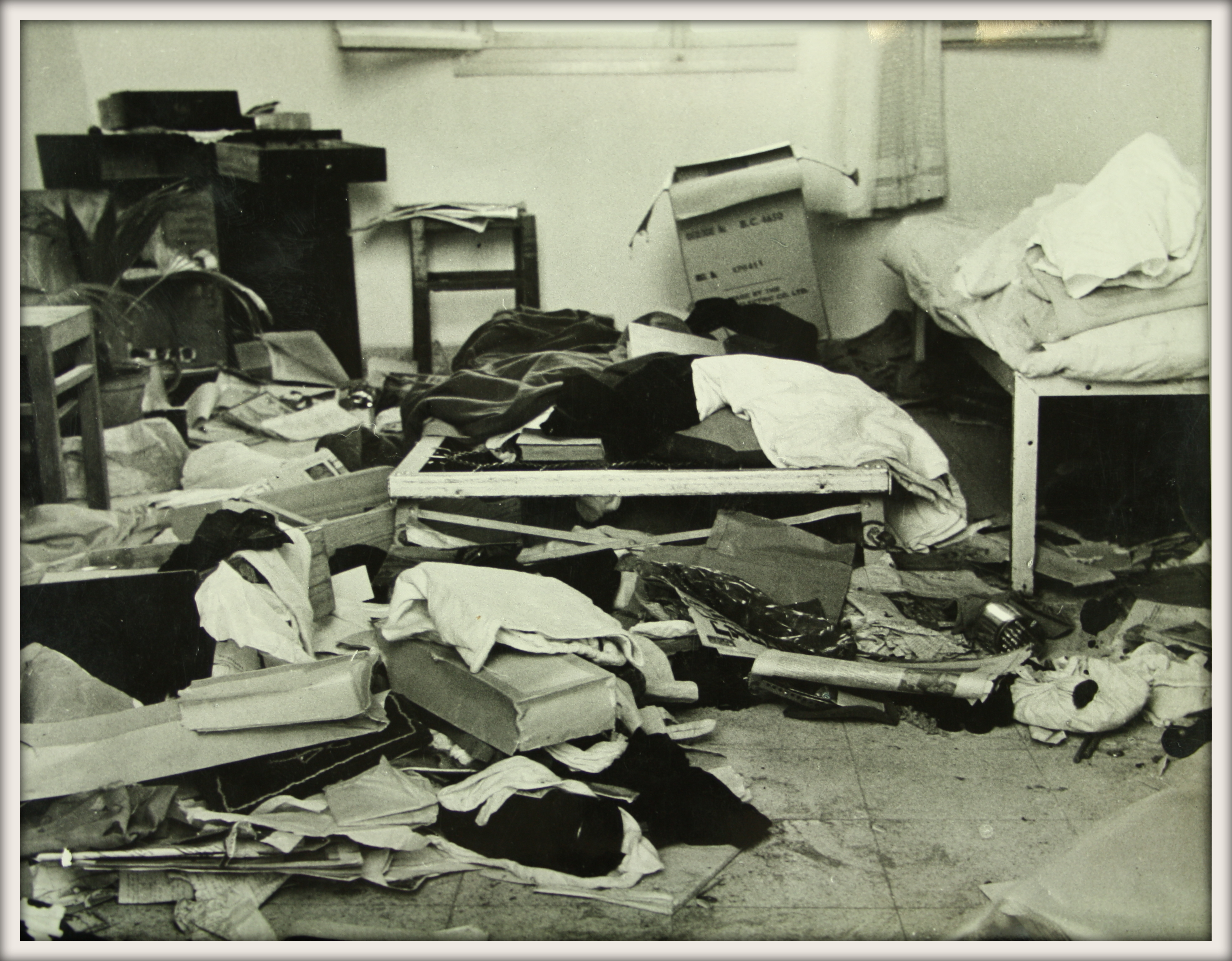
阿加莎行动期间，當局在基布兹雅姑珥的一个房间搜查武器。来自以色列国家图书馆的藏品。

6 月 29 日，阿加莎行动展開，並持续至 7 月 1 日。當局在全巴勒斯坦实施宵禁，飞机在耶路撒冷低空盘旋，軍警设置路障，火车停駛，乘客需要疏散回家。紧急车辆行動需要展示特别許可。英国军警突袭了犹太事务局位於耶路撒冷的总部、特拉维夫的办事处，以及国际妇女錫安主义组织和以色列總工會等其他犹太机构。在巴勒斯坦境內一共有27个犹太人定居点被搜查，有些定居点的居民採取了激烈的抵抗。4名犹太人在抵抗搜查时被杀害。行动中一共有2,718人被捕，當中犹太领导人和哈加拿成员遭大规模逮捕，包括四名犹太事务局幹事、七名哈加拿军官和近半的帕尔马赫战斗部队。然而，基于哈加拿的情报警告，大多数哈加拿指挥官都能够逃避逮捕，包括当时身在巴黎的戴维·本-古里安。
行動在不同犹太定居點发现15個武器庫，包括哈加拿一個位於基布兹雅姑珥的重點軍工廠 ，藏有超过300支步枪，約100支 2英寸迫击炮，超过40万發子弹，約5000夥手榴弹和78个左輪手槍被没收。英國當局在新闻发布会上展示了這些武器，所有居於雅姑珥的男性均被逮捕。 
阿加莎行動在许多人的脑海中引发猶太人大屠杀的回憶。在定居点有妇女撕開衣服展露集中营纹身，有人被关进笼子里尖叫指纳粹就是这样做。少数英国軍人高喊「希特勒万岁」、在墙壁畫上纳粹标志，并在进行搜查时提到毒气室，从而加剧了局势。 

## 后續和后果
阿加莎行動结束后，被绑架的英国军官被释放，高级专员康寧漢将伊尔贡成员的死刑减为无期徒刑。
哈加拿和帕尔马赫被劝阻不要继续进行反英行动。 然而，以未来总理梅纳赫姆·贝京为首的更极端组织，莱希（斯特恩帮）和伊尔贡继续甚至加强了他们的襲击。 
1946年7月22日，伊尔贡轰炸英国政府在巴勒斯坦的总部大卫王酒店的南翼来报复阿加莎行动。轰炸南翼的一个原因是，据推测被英國政府取走的猶太事務局文件藏在這裡。